# آرامگاه میرزا ابراهیم رضوی
آرامگاه میرزا ابراهیم رضوی مربوط به دوره صفوی است و در مشهد، خیابان کوهسنگی، کوچه شهید قرائیان واقع شده است. بنای مقبره شامل ایوانی به ارتفاع ۳۰/۸ و عرض ۱۰/۸ متر و عمق ۶۰/۱۱ متر است. با توجه به کتیبه‌ای که در بالای محراب قرار دارد، این آرامگاه در ۱۰۴۷ هجری قمری احداث شده است. این آرامگاه در سال ۱۳۶۵ هجری شمسی به همت تولیت وقت سادات رضوی، آقای سید حسین بدیعی، مرمت گردید.